# Љесковик (Сребреница)
Љесковик је насељено мјесто у општини Сребреница, Република Српска, БиХ. Према попису становништва из 1991. у насељу је живјело 538 становника.

## Становништво
| Демографија | Демографија | Демографија |
| Година      | Становника  | Становника  |
| ----------- | ----------- | ----------- |
| 1948.       | 269         |             |
| 1953.       | 287         |             |
| 1961.       | 336         |             |
| 1971.       | 407         |             |
| 1981.       | 511         |             |
| 1991.       | 538         |             |
| 2013.       | 66          |             |